# Mexikó–Egyesült Államok-határzár

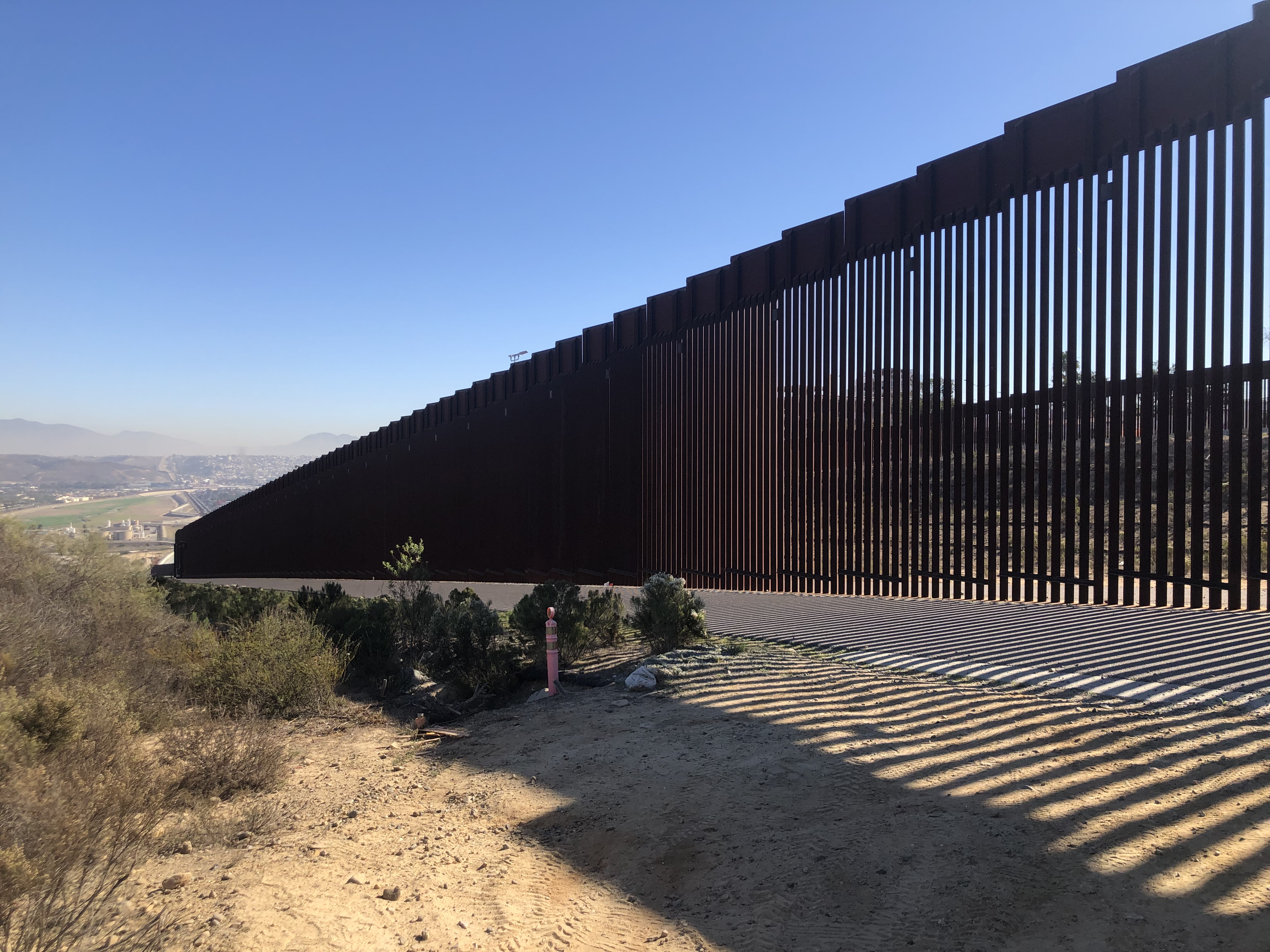
Határzár az Egyesült Államok és Mexikó között, 2021-ben

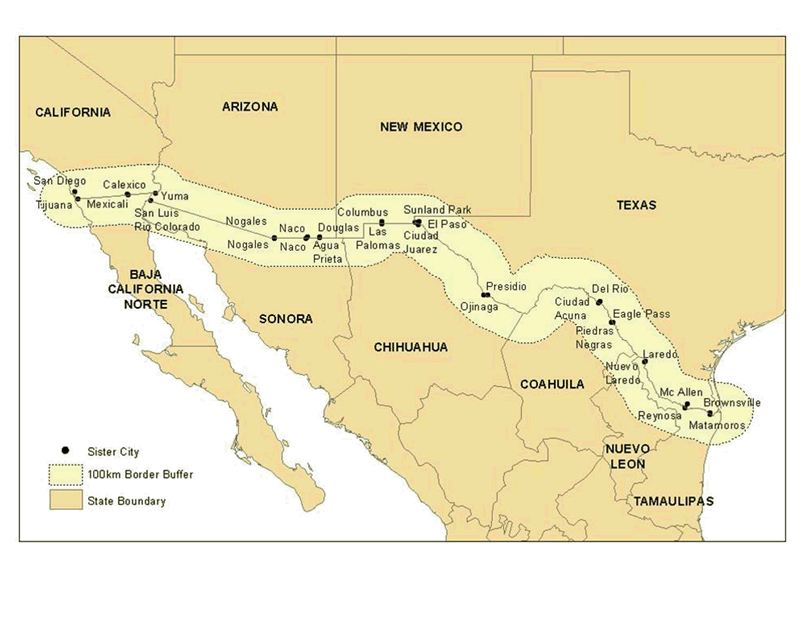
A határrégió

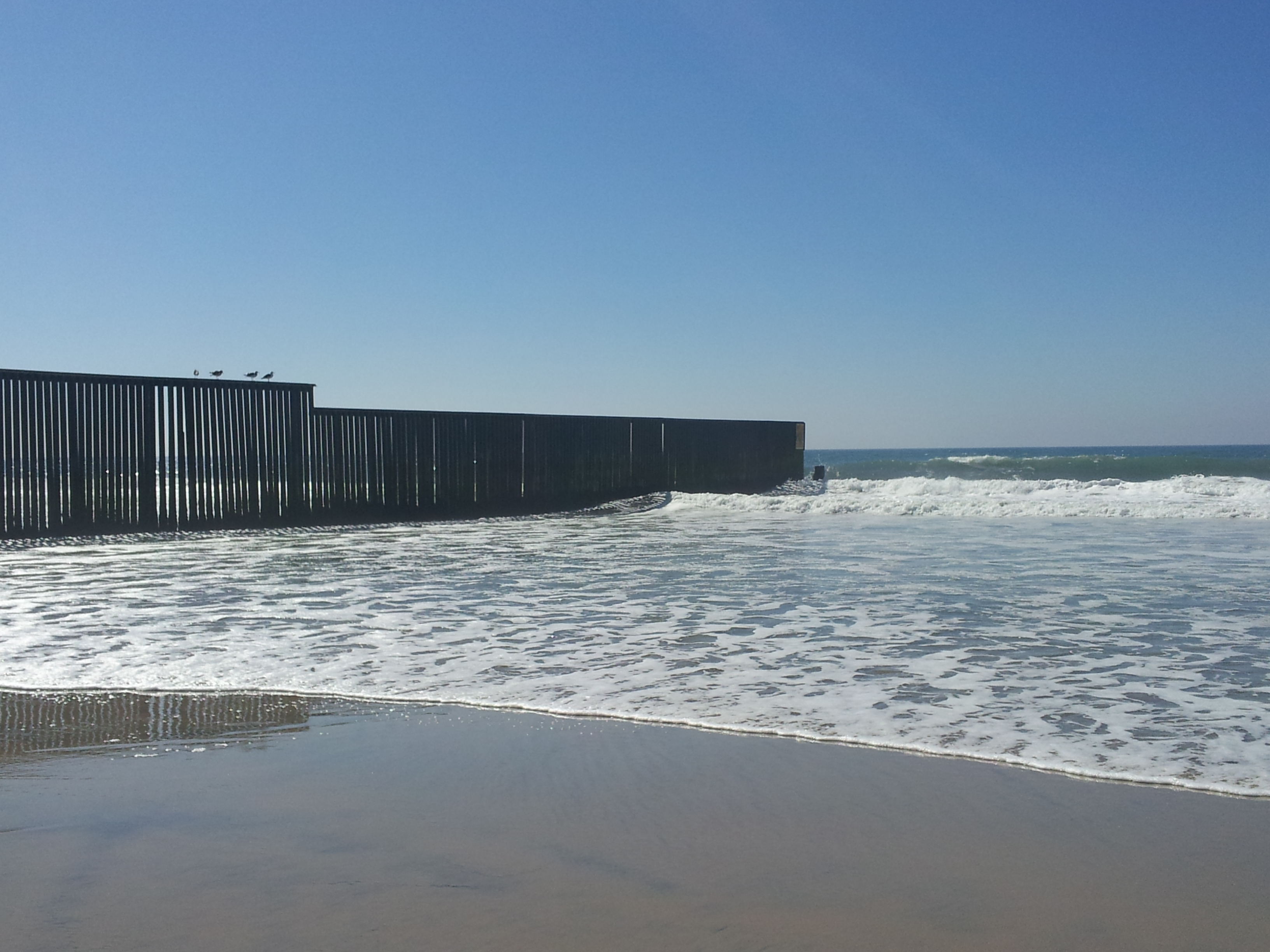
A kerítés nyugati vége a Csendes-óceánnál

Az Amerikai Egyesült Államok és Mexikó közötti műszaki határzár különféle akadályok, kerítések és falak összefoglaló neve, melyek fő célja a két ország közötti illegális határátlépés, a Mexikó felől az USA-ba érkező illegális bevándorlás és a drogcsempészet megakadályozása.
A kerítés támogatói a nemzetbiztonsági kockázatok folyamatos fokozódására hivatkoznak, amely összefügg a kartellek erőszakos cselekedeteivel és a nemzetközi terrorizmussal való együttműködésükkel. Az ellenzők szerint a kerítéssel a közpénzeket pocsékolják, mert nem hatékony a visszatartó ereje, azonkívül veszélyezteti az illegális bevándorlók egészségét és biztonságát, valamint elpusztítja az állatok élőhelyét, megakadályozza a vízhez jutásukat, zavarja a vonulásukat és más módon is károsítja a környezetet.

## A kerítés építése

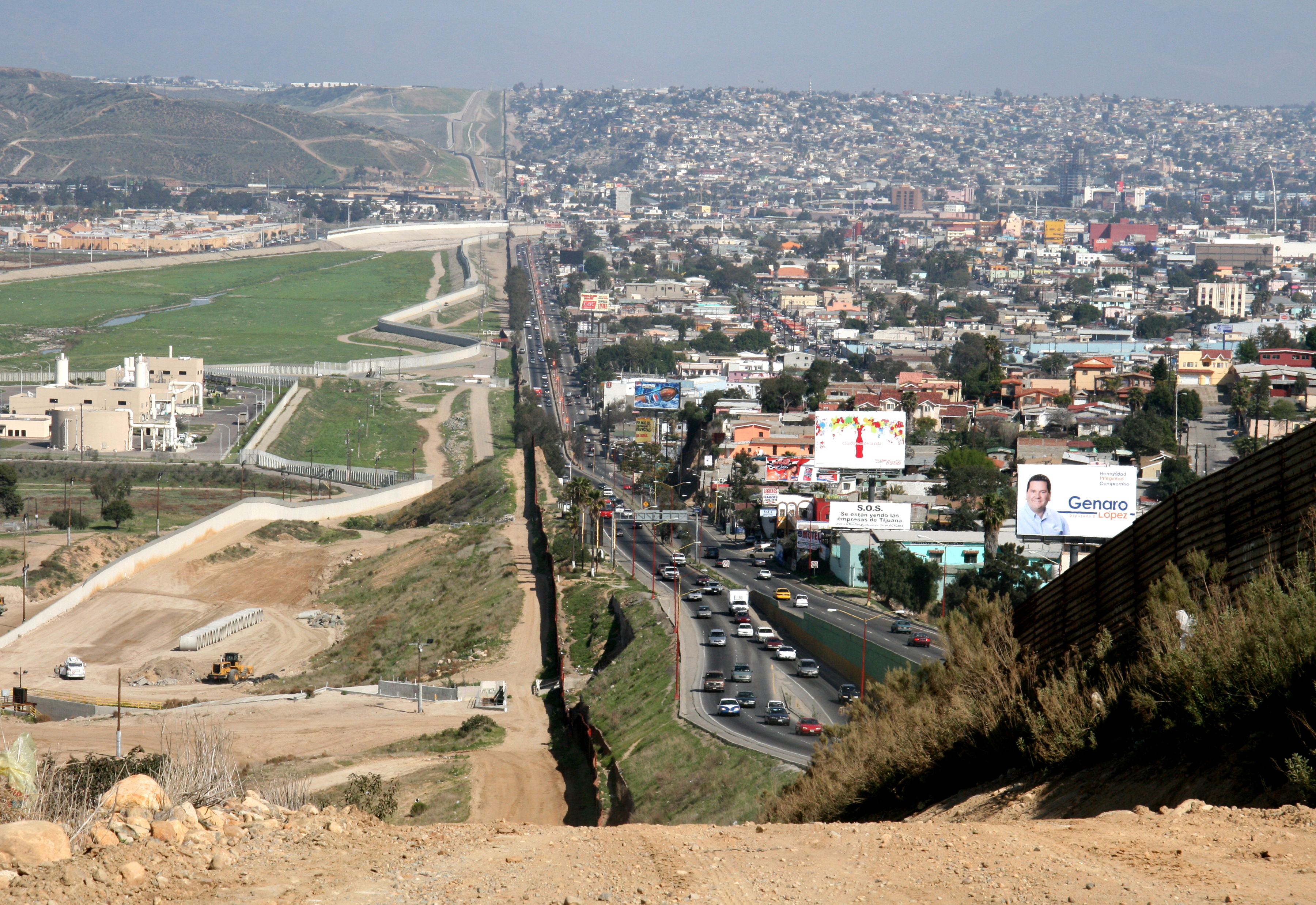
Határ az USA (balra) és Tijuana, Mexikó (jobbra) között

A kerítés építése a három nagy „Művelet” része, melyekkel a Latin-Amerikában gyártott törvénytelen kábítószerek behozatalát és az illegális bevándorlást szándékoztak csökkenteni. (Operation Gatekeeper, Kalifornia, Operation Hold-the-Line, Texas, és Operation Safeguard, Arizona.
A kerítéseket stratégiailag olyan helyekre építették, ahol enyhítik az illegális határátlépők áramlását  Mexikó és az Egyesült Államok délnyugati területei között.
A határzár építését 2005. november 3-án javasolta Duncan Hunter republikánus képviselő a kongresszusban. 2006. október 26-án George W. Bush aláírta a H.R.6061 jelű, Secure Fence Act of 2006 című törvényt, amely megadta a jogi alapját a kb. 1100 km-es kerítés építésének.
Ez a törvény segít megvédeni az amerikai embereket. Ez a törvény biztonságosabbá teszi a határainkat. Ez egy fontos lépés a bevándorlási reform felé.
2010 januárjában befejezték a határzár építését San Diego (Kalifornia) és Yuma (Arizona) között. Innen Texas felé folytatódik 6,4 m magas, 1,8 m mélyen a földbe és 0,9 m széles betonsávba ágyazott kerítés építése.

## Fordítás
- Ez a szócikk részben vagy egészben  a   Mexico–United States barrier című angol Wikipédia-szócikk ezen változatának fordításán alapul.  Az eredeti cikk szerkesztőit annak laptörténete sorolja fel. Ez a jelzés csupán a megfogalmazás eredetét és a szerzői jogokat jelzi, nem szolgál a cikkben szereplő információk forrásmegjelöléseként.